# يوديد الألومنيوم
 يوديد الألومنيوم مركب كيميائي له الصيغة AlI3، ويكون على شكل بلورات بيضاء في الحالة النقية.

## التحضير
يحضر المركب من تفاعل الألومنيوم مع اليود:
{\displaystyle \mathrm {2\ Al+3\ I_{2}\longrightarrow 2\ AlI_{3}} }

## الخواص
يوجد المركب في الشروط القياسية على شكل صلب أبيض؛ وهو حساس للرطوبة ويتفكك بالتسخين إلى اليود وأكسيد الألومنيوم.
يتبلور المركب وفق نظام بلوري أحادي الميل، وهو يوجد عادة على شكل ثنائي وحدات. Al2I6.

## الاستخدامات
يستخدم المركب كاشفاً كيميائياً في فصم روابط معينة من C-O و N-O؛ كما يفصم إيثرات الأريل، كما ينزع الأكسجين من الإيبوكسيدات.